# M 49 (галактика)
M 49 (Messier 49, Мессье 49, другие обозначения — NGC 4472, ARP 134, UGC 7629, VCC 1226, MCG 1-32-83, ZWG 42.134, PGC 41220) — эллиптическая галактика в созвездии Дева. Координаты по гелиоцентрической системе Ra12ч29м48с DEC +08°00‘00". Рад.скорость 817 км/с. Звёздная величина +8,37. Приблизительный размер 8,9‘ × 7,4‘. Тип E4.
Этот объект входит в число перечисленных в оригинальной редакции «Нового общего каталога».

## Характеристики
M 49 принадлежит к классу эллиптических галактик типа Е4. Она активно взаимодействует с соседней галактикой NGC 4621, поэтому классифицируется как пекулярная и имеет обозначение ARP 134 в атласе пекулярных галактик. M 49 входит в Скопление Девы, и является самым ярким членом среди остальных галактик.

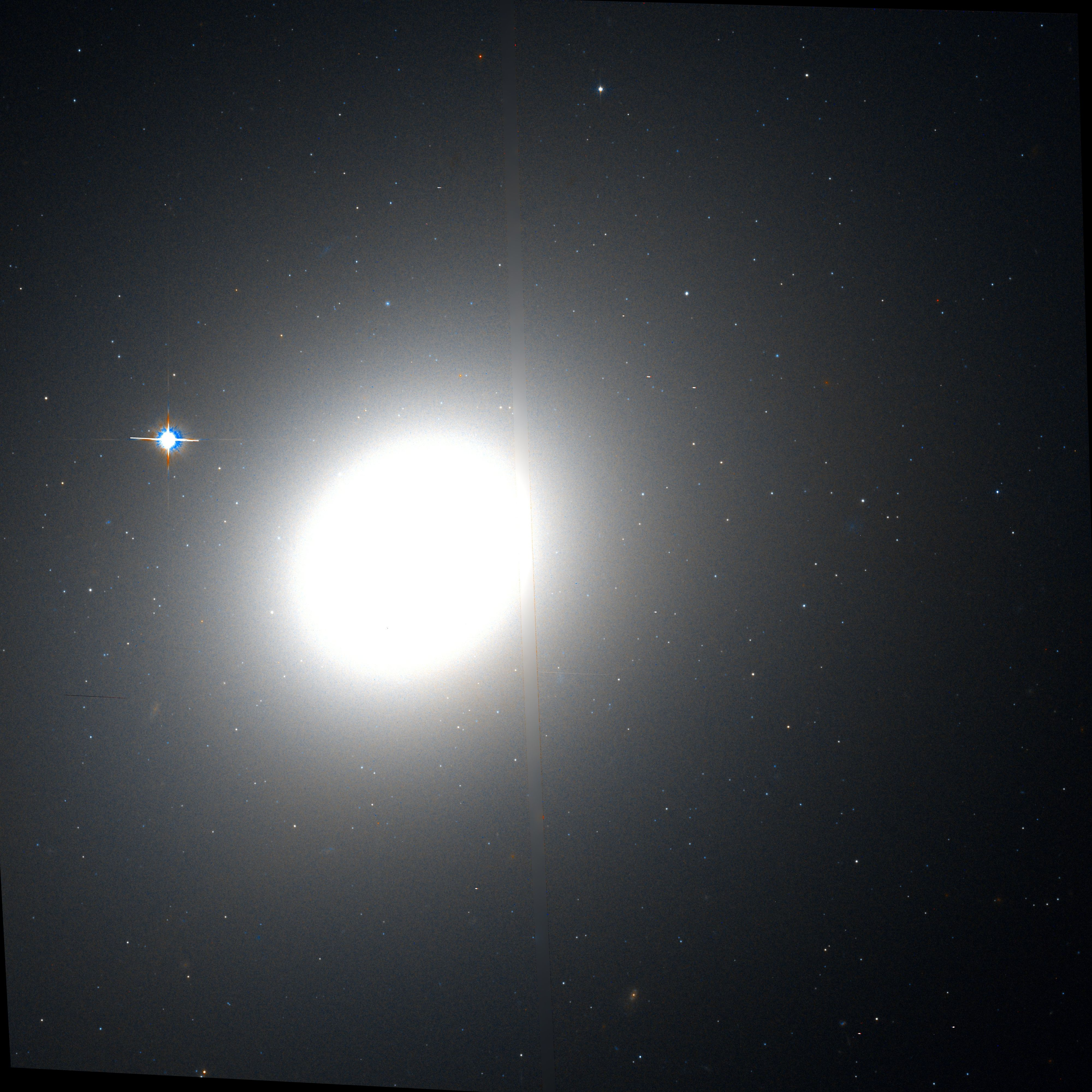
M49 by HST

## Примечательные объекты

### Предполагаемая чёрная дыра
Исследования с помощью орбитального телескопа Хаббл показали, что в ядре галактики находится кандидат в сверхмассивные чёрные дыры.

### Сверхновая SN 1969Q
В M 49 была зарегистрирована пока что только одна сверхновая — SN 1969Q. Открытие было совершено в июне 1969 года.

## Наблюдения

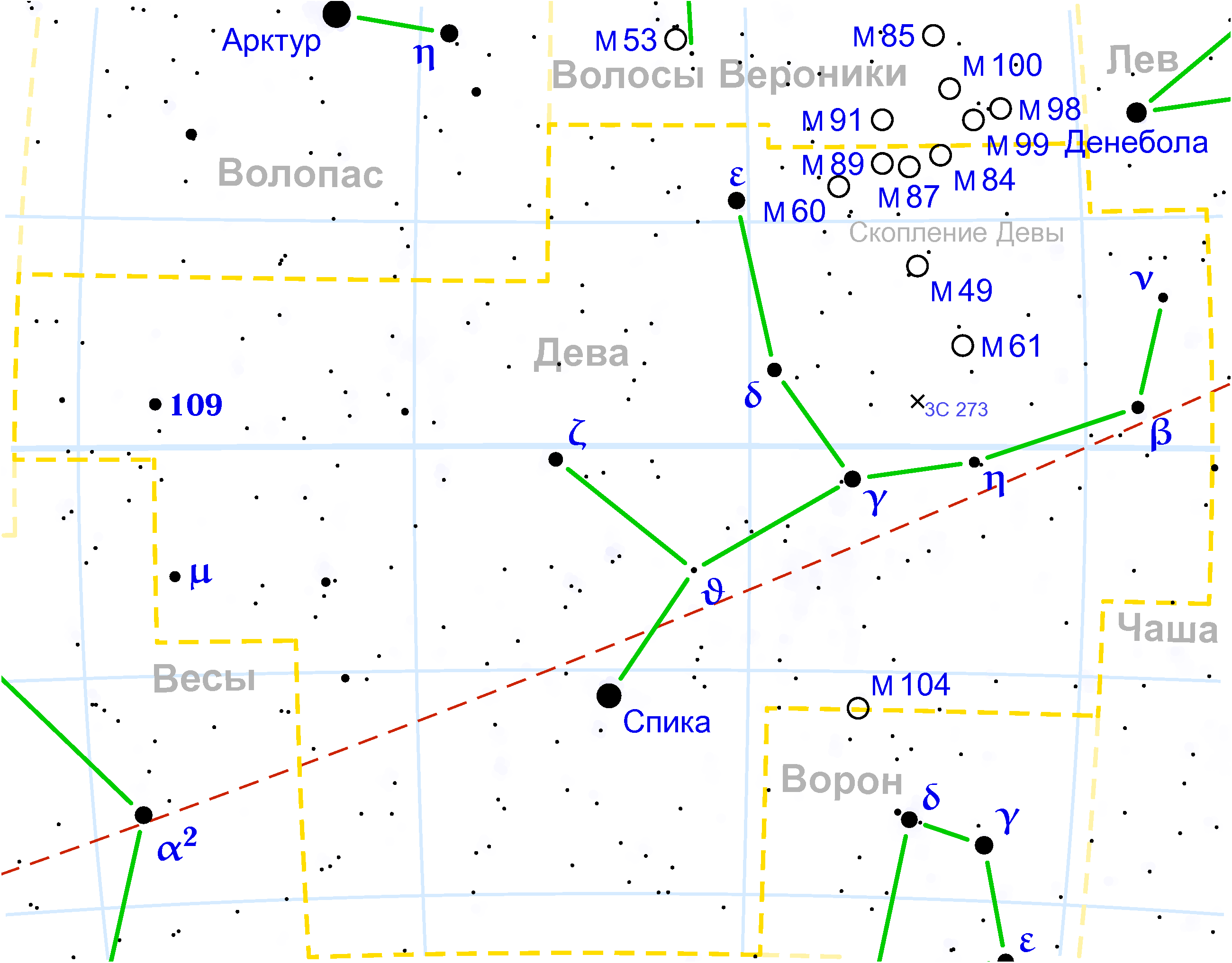
M 49 в созвездии Девы

Эта ярчайшая из скопления галактик в Деве легко может быть найдена весной в полевой бинокль или искатель телескопа на линии δ Девы — β Льва (или в западной вершине равностороннего треугольника со стороной δ — ε Девы) в виде чуть овального диффузного пятнышка. Даже в самый апертурный телескоп галактика так и остается диффузным овалом (хотя и большего размера) с несильной концентрацией яркости к центру. Это характерно для телескопических изображений эллиптических галактик. Несколько разнообразят вид звёзды переднего плана (одна из которых проецируется на периферию галактики), которые принадлежат нашей Галактике. В ближайшем окружении M 49 — на расстоянии менее 30 угловых минут — можно проверить свой телескоп и качество неба на более слабых объектах из каталога NGC: 4488 (12,1m), 4470 (12,2m), 4492 (12,4m), 4464 (12,8m), 4466 (14m) и 4465 (14,9m).

### Соседи по небу из каталога Мессье
- M 61 (южнее) — красивая спиральная галактика;
- M 58, M 59 и M 60 (на северо-восток) — восточные члены того же скопления галактик в Деве;
- M 87, M 86 и M 84 (на север) — эллиптические галактики центра скоплений

### Последовательность наблюдения в «Марафоне Мессье»
…M 98 → M 100 → M 49 → M 61 → M 68…